# Vernonia djalonensis
Vernonia djalonensis là một loài thực vật có hoa trong họ Cúc. Loài này được A.Chev. ex Hutch. & Dalziel miêu tả khoa học đầu tiên năm 1931.